# António Henrique Rodrigo de Oliveira Marques
António Henrique Rodrigo de Oliveira Marques, conocido como A. H. de Oliveira Marques GCL (Cascais, Estoril, São Pedro do Estoril, 23 de agosto de 1933-Lisboa, 23 de enero de 2007), fue un destacado profesor universitario, historiador y masón portugués. Considerado uno de los grandes historiadores portugueses contemporáneos, sus obras, que se destacan en diversos dominios, son instrumentos de gran importancia para los estudiosos de la historia de Portugal.

## Biografía
Licenciado en Ciencias Histórico-Filosóficas por la Facultad de Letras de la Universidad de Lisboa con la tesis "La Sociedad en Portugal en los siglos XII a XV" (1956), presentó su tesis doctoral en 1960. En esos años hizo una estancia en la Universidad de Wurzburgo (Alemania). Falleció a los 73 años, el día 23 de enero de 2007, en el Hospital de Santa María, en Lisboa, víctima de problemas cardíacos.

## Trayectoria
Se inició como docente en 1957, en la Facultad de Letras de la Universidad de Lisboa, donde se doctoró en Historia en 1960, con la tesis "Hansa y Portugal en la Edad Media". Su participación en las huelgas académicas de 1962, con motivo de la lucha estudiantil contra la dictadura del Estado Nuevo, estuvo en el origen de su alejamiento de la universidad portuguesa. Entre 1965 y 1970 estuvo en Estados Unidos, donde enseñó en varias instituciones, como la Universidad del Alabama, de Florida, Columbia o Minnesota, entre otras.
En 1970, durante la «Primavera Marcelista», regresó a Portugal, reingresando en la universidad portuguesa, tras la Revolución de los Claveles, en 1974. Fue director de la Biblioteca Nacional de Portugal entre 1974 y 1976. Catedrático de la Universidad Nueva de Lisboa (1976).
- Presidente de la comisión promotora de la Facultad de Ciencias Sociales y Humanas de la misma Universidad (1977 a 1980)
- Presidente del consejo científico de esta Facultad (1981-1983 y 1984-1986).
- Presidente del Año Propedéutico durante el curso 1977-1978.

En 1980 fundó el Centro de Estudios Históricos de la Universidad Nueva de Lisboa. Su trabajo como historiador incidió especialmente sobre la Edad Media, la Primera República y la masonería. En 1982, en conmemoración de los veinticinco años de la publicación de su primer estudio histórico. Fueron editados dos volúmenes con la colaboración de historiadores portugueses y extranjeros, y titulados Estudios de Historia de Portugal: Homenaje a A. H. de Oliveira Marques.

### Masonería
Francmasón desde 1973, fue elegido Gran Maestre Adjunto del Gran Oriente Lusitano (1984-1986) y Soberano Grande Comendador del Supremo Consejo del Grado 33 (1991-1994).

## Distinciones
- El 2 de octubre de 1998 recibió la Gran Cruz de la Orden de la Libertad por el entonces presidente de la República, Jorge Sampaio.[7]

## Obras
Entre su vasta obra, se cuenta:

### Historia de Portugal
- História de Portugal. 3 vols., Lisboa, Editorial Presença, 13.ª ed., 1997-98. (1.ª ed. 1972-74)
- Nova História de Portugal (coordinador, en colaboración con Joel Serrão). 12 vols, Lisboa, Editorial Presença, 1987-2004.
- História de Portugal. Lisboa : Imprensa Nacional-Casa da Moeda, 1991.
- Breve História de Portugal. Lisboa, Editorial Presença, 8.ª ed., 2012 [Reimp. 2013] (1.ª ed. 1995).
- Geschichte Portugals und des portugiesischen Weltreichs. Stuttgart, Alfred Kröner Verlag, 2001.[8]

### Edad Media
- Hansa e Portugal na Idade Média. Lisboa, Editorial Presença, 2.ª ed., 1993 (1.ª ed. 1959).
- Introdução à História da Agricultura em Portugal: A Questão Cerealífera durante a Idade Média. Lisboa, Edições Cosmos, 3.ª ed., 1978 (1ª ed. 1962).
- A Sociedade Medieval Portuguesa. Lisboa, Livraria Sá da Costa Editora, 5.ª ed., 1987 (1.ª ed. 1959).
- Guia do Estudante de História Medieval. Lisboa, Editorial Estampa, 3.ª ed., 1988 (1.ª ed. 1964).
- Ensaios de História Medieval Portuguesa. Lisboa, Vega, 2.ª ed., 1980. ISBN 972-699-057-2 (1.ª ed. 1965).
- Novos Ensaios de História Medieval Portuguesa. Lisboa, Editorial Presença, 1988.
- Portugal Quinhentista: Ensaios. Lisboa, Quetzal, 1987.

### Historia de la Expansión Portuguesa
- Nova História da Expansão Portuguesa (coordinación en colaboración con Joel Serrão). Lisboa, Editorial Estampa, 1986-2006.
  - Vol II, A Expansão Quatrocentista. ISBN 972-33-1287-5;
  - Vol III, A Colonização Atlântica:
    - Tomo I: ISBN 972-33-2192-0;
    - Tomo II: ISBN 972-33-2193-9;

  - Vol. V, O Império Oriental (1660-1820), Tomo II.
  - Volume VI, O Império Luso-Brasileiro - 1 (1500-1620). ISBN 972-33-0880-0;
  - Volume VII, O Império Luso-Brasileiro - 2 (1620-1750). ISBN 972-33-0320-5;
  - Vol. VIII, O Império Luso-Brasileiro - 3 (1750-1822). ISBN 972-33-0060-5;
  - Vol. X, O Império Africano - 2 (1825-1890). ISBN 972-33-1405-3.
  - Vol XI: O Império Africano - 3 (1890-1930). ISBN 972-33-1648-X
- História dos Portugueses no Extremo Oriente. 6 vols., Lisboa, Fundação Oriente, 1988-2003. ISBN 972-9440-81-6; ISBN 972-9440-82-4; ISBN 972-785-005-7; ISBN 972-785-017-0; ISBN 972-785-028-6; ISBN 972-785-038-3.

### Historia de la Primera República Portuguesa
- A Primeira República Portuguesa: Alguns aspectos estruturais. Lisboa, Livros Horizonte, 3.ª ed., 1980 (1.ª ed. 1971).
- Afonso Costa. Lisboa, Editora Arcádia, 1972.
- Bernardino Machado (con la colaboración de Fernando Marques da Costa). Lisboa, Montanha, 1978.
- Guia da Primeira República Portuguesa. Lisboa, Editorial Estampa, 1997 (1.ª ed. 1981).
- Correspondência política de Afonso Costa: 1896-1910. Lisboa, Editorial Estampa, 1982.
- Ensaios de História da I República Portuguesa. Lisboa, Livros Horizonte, 1988.

### Historia delEstado Novo
- A Primeira Legislatura do Estado Novo. Mem Martins, Publicações Europa-América, 1973.
- O General Sousa Dias e as Revoltas Contra a Ditadura (1926-1931) (en colaboración con A. Sousa Dias). Lisboa, Publicações D. Quixote, 1975.

### Masonería
- A Maçonaria Portuguesa e o Estado Novo. Lisboa: D. Quixote, 1975.
- Figurinos Maçónicos Oitocentistas: Um «Guia» de 1841-42. Lisboa: Editorial Estampa, 1983.
- Dicionário da Maçonaria Portuguesa. 2 vols., Lisboa: Editorial Delta, 1986.
- Ensaios de Maçonaria. Lisboa: Quetzal, 1989.
- História da Maçonaria em Portugal. 3 vols., Lisboa: Editorial Presença:
  - Vol. I: Das Origens ao Triunfo, 1990;
  - Vol. II, Política e Maçonaria: 1820-1869 (1.ª parte), 1996;
  - Vol. III, Política e Maçonaria: 1820-1869 (2.ª parte), 1997.

### Diversos
- Antologia da Historiografia Portuguesa. Mem Martins, Publicações Europa-América, 2.ª ed:
  - Vol. I: Das Origens a Herculano, 1974.
  - Vol. II: De Herculano aos Nossos Dias, 1975.
- Álbum de Paleografia (con João José Alves Dias y Teresa F. Rodrigues). Lisboa, Editorial Estampa, 1987.
- Dicionário de História de Portugal dirigido por Joel Serrão.
- Ensaios de Historiografia Portuguesa. Lisboa, Palas Editores, 1988.
- Para a História dos seguros em Portugal: notas e documentos. Lisboa, Arcádia, 1977.